# Ferdinanda Henrietta ze Stolberg-Gedernu
Ferdinanda Henrietta ze Stolberg-Gedernu (2. října 1699 – 31. ledna 1750) byla sňatkem hraběnka z Erbach-Schönbergu. Její dcera Karolína Ernestýna byla prababičkou prince Alberta a britské královny Viktorie.
Nejméně dva ze synů Ferdinandy zemřeli na hemofilii a její dcery byly také pravděpodobně přenašečkami.

## Život
Narodila se 2. října 1699 v Gedernu do početné rodiny hraběte Ludvíka Kristiána ze Stolberg-Gedernu (1652–1710) a jeho manželky Kristýny (1663–1749), která byla dcerou vévody Gustava Adolfa Meklenburského. Měla dvaadvacet sourozenců, deset z nich se dožilo dospělosti. Ve svém rodném městě se 15. prosince 1719 provdala za hraběte Jiřího Augusta z Erbach-Schönbergu (1691–1758). Během manželství porodila třináct dětí. Zemřela 31. ledna 1750 ve věku padesáti let v Königu (dnes Bad König). Je pohřbena ve městě Michelstadt. Po její smrti se hrabě Jiří August už neoženil a zemřel o osm let později.

## Potomci
- 1. Kristýna (5. 5. 1721 Bensheim – 26. 11. 1769 Schleiz), manž. 1742 Jindřich XII. z Reuss-Schleizu (15. 5. 1716 Schleiz – 25. 6. 1784 Kirschkau)[3]
- 2. Jiří Ludvík II. (27. 1. 1723 Bensheim – 11. 2. 1777 Plön), hrabě z Erbach-Schönbergu, manž. 1764 Frederika Šlesvicko-Holštýnsko-Sonderbursko-Plönská (17. 11. 1736 Plön – 4. 1. 1769 Bensheim)[4]
- 3. František Karel (28. 7. 1724 Bensheim – 29. 9. 1788 tamtéž), hrabě z Erbach-Schönbergu od roku 1777 až do své smrti, manž. 1778 Augusta Karolína z Ysenburg-Büdingenu (15. 3. 1758 Kodaň – 22. 4. 1815 König)[5]
- 4. Kristián Adolf (23. 8. 1725 Gedern – 29. 3. 1726 tamtéž)[6]
- 5. Karolína Ernestýna (20. 8. 1727 Gedern – 22. 4. 1796 Saalburg-Ebersdorf), manž. 1754 Jindřich XXIV. Reuss-Ebersdorf (22. 1. 1724 Ebersdorf – 13. 5. 1779 tamtéž)[7]
- 6. Kristián (7. 10. 1728 Gedern – 29. 5. 1799 Mergentheim), hrabě z Erbach-Schönbergu od roku 1788 až do své smrti, člen řádu německých rytířů, svobodný a bezdětný[8]
- 7. Augusta Frederika (20. 3. 1730 Bensheim – 5. 9. 1801 Thurnau), manž. 1753 Kristián Fridrich von Giech (6. 8. 1729 Mainleus – 28. 9. 1797 Thurnau)[9]
- 8. Jiří August (9. 3. 1731 Bensheim – 8. 2. 1799 König), svobodný a bezdětný[10]
- 9. Karel I. (10. 2. 1732 Bensheim – 29. 7. 1816 tamtéž), hrabě z Erbach-Schönbergu od roku 1799 až do své smrti, manž. 1783 Marie Nepomucena Zadubská ze Šentalu (18. 11. 1757 Černetice – 15. 2. 1787 České Budějovice)[11]
- 10. Fridrich (22. 1. 1733 Bensheim – 6. 4. 1733 tamtéž)[12]
- 11. Luisa Eleonora (26. 8. 1735 Bensheim – 23. 1. 1816 tamtéž), manž. 1750 Leopold Kazimír van Rechteren (12. 3. 1717 – 26. 5. 1778)[13]
- 12. Kazimír (27. 9. 1736 Bensheim – 6. 4. 1760 Praha), svobodný a bezdětný[14]
- 13. Gustav Arnošt (27. 4. 1739 Bensheim – 17. 2. 1812 Zwingenberg), pruský generálmajor, manž. 1782 Henrietta Kristýna ze Stolberg-Stolbergu (3. 8. 1753 Rottleberode – 21. 1. 1816 Büdingen)[15]